# Программа управления ядерным арсеналом

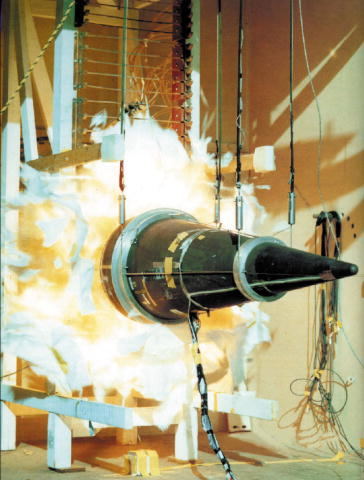
Отделяющаяся головная часть Mk.21 проходит огневые испытания.

Програ́мма управле́ния я́дерным арсена́лом (англ. Stockpile Stewardship and Management Program - SSP), в США — программа проверки тактико-технических характеристик и надежности ядерных боевых частей ракет и их технического обслуживания. Ядерное оружие в США не производится с 1992 года, что значительно ускоряет устаревание ядерного арсенала. Это представляет определённую опасность прежде всего в плане химической нестабильности материалов, используемых в зарядах. Кроме того, существует возможность выхода из строя электроники, неустойчивости плутониевого/уранового сердечника, а также изотопов дейтерия и трития (в термоядерных зарядах). 
Ныне важность программы связана с прекращением ядерных испытаний в США: в 1996 году США подписали Договор о всеобъемлющем запрещении ядерных испытаний. Несмотря на то, что Договор до сих пор не ратифицирован Сенатом, США соблюдают его положения, а надежность и безопасность ядерного оружия обеспечивается с помощью моделирования ядерных взрывов на суперкомпьютерах, созданных по программе Advanced Simulation and Computing Program. Вопросами хранения и обслуживания ядерного оружия занимается Министерство энергетики США, а точнее три её главные национальные лаборатории: Ливерморская, Лос-Аламосская и Сандийские.
В конце каждого финансового года в соответствии с Законом руководители этих лабораторий представляют Президенту США отчёты о том, надежны ли ядерные арсеналы США и находятся ли они в работоспособном состоянии. С 2000 года эти мероприятия проводятся под надзором Администрации по национальной ядерной безопасности (National Nuclear Security Administration — NNSA) — полуавтономным подразделением Министерства энергетики США.
Основная часть тестов и прочих технических мероприятий проводится в специальной лаборатории в Лос-Аламосе, на объекте Y-12 в Теннесси и на полигоне в Неваде.
В 2004 году правительство Джорджа Буша инициировало «Программу надёжной замены боеголовок» (Reliable Replacement Warhead), которая призвана остановить старение арсенала и создать новое поколения ядерных зарядов без проведения полевых испытаний.